# Черново (Воскресенский район)
Черново — деревня в составе Глуховского сельсовета в Воскресенском районе Нижегородской области.

## География
Находится в левобережье Ветлуги на расстоянии примерно 10 километров по прямой на северо-восток от районного центра поселка  Воскресенское.

## История
Деревня известна с XIX века. Входила в Макарьевский уезд Нижегородской губернии. Последний владелец Кондратьев-Барбашева. В 1859 году было 68 дворов и 369 жителей. В 1911 году учтено 107 дворов, в 1925 году 632 жителя.

## Население
Постоянное население составляло 134 человек (русские 97%) в 2002 году, 120 в 2010 году .